# Stadio Barradão
Lo stadio Manoel Barradas (in portoghese Estádio Manoel Barradas), noto come Barradão, è uno stadio a Salvador, in Brasile. ha una capienza di 34.535 persone ed ospita le partite del Vitória.

## Storia
I lavori per la costruzione del Barradão si sono conclusi nel 1986. Nel novembre successivo è stata disputata la partita inaugurale fra Santos e Vitória, terminata 1-1.
Nel 1991 sono stati effettuati alcuni lavori di ristrutturazione. Il primo match nell'impianto rinnovato ha visto la partecipazione di Vitória e Olimpia ed è terminato 1-1.